# Џејмс Макнил Вислер
Џејмс Абот Макнил Вислер (енгл. James Abbott McNeill Whistler, 1834 — 1903) био је амерички сликар. Бавио се графиком и литографијом.

## Биографија
Џејмс Вислер је похађао војну школу Вест Поинту, али је убрзо напустио војску и посветио се уметности. Године 1855. дошао је у Париз да студира сликарство и усвојио је дендијевски начин живота. Излагао је са Манеом у Салону одбијених 1863. године.
Године 1863. прешао је у Лондон, где је постигао знатан успех и постао познат широм земље због своје духовитости и сјајног јавног наступа.
Током 60-их и 70-их година 19. века почео је да користи музичке термине за наслове својих слика, као што су „Симфонија” или „Хармонија”, јер је веровао у прожимање различитих уметности. Током овог периода, почео је да слика своје ноћне сцене Лондона, нарочито Челсија, које су имале снажан поетски набој. Због њих је развио специјалну технику којом је боју, веома разређену, набацивао на платно брзим потезима четке, донекле у стилу јапанске калиграфије. 
Од 70-их година 19. века био је заокупљен проблемима портретног сликарства, и створио је неколико ремек-дела, као што је Композиција у сивом и црном, бр.1 (1871 — 1872), познатија као Вислерова мајка. У слици је посматрачу ускратио чак и наговештај сентименталности. Брижљива уравнотежеост једноставних облика слици даје одлику спокојности, а њени пригушени тонови „сивог и црног”, почев од старичине косе и хаљине, до зидова и одаје, појачавају израз помирене усамљености која слику и чини привлачном. Слика је данас у Музеју Орсе у Паризу.

## Тужба против Раскина
Његова навика да сликама даје називе који су запањивали људе као настрани, његово занемаривање академских конвенција, навукли су гнев Џона Раскина, великог британског критичара који је славио дело Вилијама Тарнера и прерафаелите. Године 1877. Вислер је поднео тужбу због клевете и увреде његових слика ноћних призора у јапанском стилу које је назвао „Ноктурна”. Вислер је добио парницу, али је одштета била минимална, а цена парнице огромна, па је привремено банкротирао. Иако је спадао у водеће сликаре свога времена, након смрти слава му је опала. Тек пред крај 20. века започиње поновно признавање вредности Вислеровог дела. 
Видео сам и чуо много кокнијевске дрскости и раније; али никада нисам очекивао да ће кормилар тражити двеста гвинеја да баци лонац боје јавности у лице.— Џон Раскин, 1877.
Овом увредом, Џон Раскин је изазвао ватрену олују у сталоженом свету уметности касне викторијанске Британије. Раскин је тада био најутицајнији британски ликовни критичар. Циљ овог његовог напада је била Вислерова слика, Ноктурно у црном и злату: Ракета која пада. Раскинова кисела критика — у којој је он у суштини оптужио сликара да је шарлатан чији је једини циљ био да колекционарима уметничких дела украде њихов новац — испровоцирала је Вислера да тужи критичара за клевету. Случај је доспео на суд 1878. Суђење је привукло много поматрача, жељних да виде како се еминентни критичар бори са чувеним духовитим уметником. Неколико посматрача је било разочарано: према новинским извештајима Вислерово сведочење је било пуно ироније и сарказма. На пример, када је Раскинов адвокат Џон Холкер довео у питање успешност слике Ноктурна у црном и злату, питајући Вислера: „Мислиш ли да би могао да ме натераш да видим лепоту на тој слици?” Вислер је суво одговорио: „Не... Бојим се да је немогуће, јер би било исто као да музичар сипа своје ноте у ухо глувог човека”. 
Вислер је имао сасвим другачије схватање улоге уметности од тадашње британске публике. Био је присталица доктрине „уметност ради уметности” (енгл. art for art’s sake), и веровао да права уметност нема никакву друштвену сврху. Следбеници ове доктрине су сматрали да је друштвена корисност уметности под великом сумњом, верујући да прети да умањи његову чисто естетичку улогу. „Уметност”, објаснио је Вислер, „на глуп начин се брка са васпитањем”. За присталице „уметности ради уметности”, лепота је просто мера способности дела да произведе угодан естетски осећај. Суђење „Вислер против Раскина”  не само да је супротставило два човека, већ и отворило форум за расправу између оних који су уметност сматрали суштинском за друштвени напредак и других који су инсистирали да уметност превазилази све друштвене улоге и нема одговор на његове проблеме. Расправа се наставила дуго након завршетка суђења, са разним модернистичким покретима који су се везали за једну или другу тачку гледишта.